# Gilles Osch
Gilles Osch (* 1964) ist ein ehemaliger luxemburgischer Skirennläufer.

## Karriere
Osch nahm während seiner aktiven Laufbahn an fünf Alpinen Skiweltmeisterschaften teil. Sein bestes Ergebnis erzielte er 1993 bei seiner letzten Teilnahme mit Rang 41 Slalom. Dies war zugleich sein letzter Start bei einem internationalen Skirennen.

## Privates
Sein Sohn Matthieu Osch ist ebenfalls als Skirennläufer aktiv.

## Erfolge

### Weltmeisterschaften
- Bormio 1985: DNF Slalom[2]
- Crans-Montana 1987: 47. Super-G[3], DNF Riesenslalom[4], DNF Slalom[5]
- Vail 1989: 47. Riesenslalom[6], 62. Super-G[7], DNF Slalom[8]
- Saalbach-Hinterglemm 1991: 43. Slalom[9], 61. Riesenslalom[10], DNF Super-G[11]
- Morioka 1993: 41. Slalom, 43. Riesenslalom